# Мулуджи, Марсель
Марсель Андре Мулуджи (фр. Marcel André Mouloudji; 1922—1994) — французский композитор, певец, актёр и художник.

## Биография
Марсель Андре Мулуджи родился 16 сентября 1922 г. в парижском районе Бельвилль в бедной семье. Отец — бербер по происхождению, эмигрант из Алжира, каменщик по профессии, мать — бретонка, работавшая уборщицей.
В 1936 г. Марсель начинает карьеру актёра театра и кино, снимается более чем в 40 фильмах за 22 года (после 1958 г. он не снимается, посвящая себя песенному жанру). С 1947 г. он активно занимается живописью и — прежде всего — пением.
В 1951 г. на экран выходит фильм «La Maison Bonnadieu» (режиссёр Карло Рим), где за кадром звучит песня Мулуджи «La complainte des infidèles» («Жалоба неверных»), ставшая началом его серьёзного успеха как певца. В 1952 году он сыграл главную роль молодого преступника Рене Ле Гена, осуждённого на казнь, в драматическом фильме Андре Кайатта «Все мы убийцы». 
Мулуджи скончался 14 июня 1994 г. в Нёйи-сюр-Сен.
Его дочь, Аннабелль Мулуджи, стала певицей и актрисой.
Сын — Грегори Мулуджи; в юности иногда выступал вместе с отцом.